# Porricondyla rotundata
Porricondyla rotundata är en tvåvingeart som beskrevs av Junichi Yukawa 1971. Porricondyla rotundata ingår i släktet Porricondyla och familjen gallmyggor. Inga underarter finns listade i Catalogue of Life.